# Tamara Galloway
Tamara Susan Galloway OBE é uma cientista marinha britânica e professora de ecotoxicologia na Universidade de Exeter. Ela foi nomeada Oficial da Ordem do Império Britânico nas homenagens de aniversário de 2019.

## Infância e educação
Galloway estudou bioquímica na Universidade de Glasgow. Ela se formou com honras de primeira classe em 1983 e recebeu a medalha do Memorial Norman Davidson. Galloway mudou-se para a Universidade de Edimburgo para seus estudos de pós-graduação e obteve seu PhD em 1986.

## Pesquisa e carreira
A pesquisa de Galloway considera o impacto biológico das mudanças ambientais nas populações humanas. Desde 2003, Galloway trabalha com Richard Thompson na University of Plymouth no impacto dos plásticos no meio ambiente. Juntos, eles trabalharam para quantificar a contaminação dos microplásticos.
Ela se interessou pelos impactos dos plásticos na saúde e mudou-se para a Universidade de Exeter em 2007. Aqui, ela trabalhou com a Escola de Medicina da Universidade de Exeter sobre o Bisfenol A, um composto encontrado em embalagens de alimentos e bebidas. Ela usou o National Health and Nutrition Examination Survey (NHANES), sendo o primeiro a coletar informações sobre as concentrações urinárias de BPA. Galloway identificou que o bisfenol A, sendo detectável em 90% dos adultos, pode causar aumento do risco de doenças cardíacas, diabetes e doenças hepáticas. Ela continuou a investigar o Bisfenol A, demonstrando que as concentrações urinárias estão independentemente associadas a doenças cardiovasculares. Ela conduziu um estudo com o British Heart Foundation que envolveu mais de 1 600 pacientes, que confirmou que o Bisfenol A acelera a progressão das doenças cardíacas em dez anos. O trabalho de Galloway sobre o bisfenol A foi coberto em The Naked Scientists, Chemistry World e no USA Today.
Galloway é especialista em microplásticos. Galloway previu que os microplásticos teriam um impacto na cadeia alimentar marinha. Ela examinou principalmente o impacto dos micro e nanoplásticos, descobrindo que eles podem impedir que os animais se alimentem de suas presas naturais. Galloway demonstrou que isso provavelmente afeta o resto da cadeia alimentar, estimando que os moluscos consumidos por humanos continham cerca de 50 partículas de plástico. Ela descobriu que um banho poderia resultar em 100 000 microesferas acabando no oceano. O trabalho foi usado com base na lei do Reino Unido que proíbe as microesferas, que protege o meio ambiente de vários milhares de toneladas de microesferas todos os anos. Até agora, ela encontrou microplásticos em todas as amostras de água do mar que analisou.
Galloway forneceu evidências a um comitê multipartidário sobre o meio ambiente. Galloway trabalhou com Zero Plastic Waste e Policy Connect para investigar como seria possível eliminar os resíduos de plástico do Reino Unido. Ela é membro do grupo Science Advice for Policy by European Academies sobre microplásticos na natureza. Galloway atuou no conselho consultivo do Blue Planet II.
Ela faz parte do conselho editorial da Chemosphere.

## Prêmios e honras
- The Guardian University Awards 2018[13]
- Natural Environment Research Council Impact Award 2018[19]
- Ordem do Império Britânico de 2019[20]

## Publicações selecionadas
- Galloway, Tamara (2008). «Association of Urinary Bisphenol A Concentration With Medical Disorders and Laboratory Abnormalities in Adults». JAMA. 300: 1303–10. PMID 18799442. doi:10.1001/jama.300.11.1303
- Galloway, Tamara (2011). «Microplastics as contaminants in the marine environment: A review» (PDF). Marine Pollution Bulletin. 62: 2588–2597. PMID 22001295. doi:10.1016/j.marpolbul.2011.09.025
- Galloway, Tamara (2011). «Accumulation of Microplastic on Shorelines Woldwide: Sources and Sinks». Environmental Science & Technology. 45: 9175–9179. Bibcode:2011EnST...45.9175B. PMID 21894925. doi:10.1021/es201811s